# Bij de haard (Alexander Hugo Bakker Korff)
Bij de haard is een schilderij door de Nederlandse schilder Alexander Hugo Bakker Korff in het Centraal Museum in Utrecht.

## Voorstelling
Het stelt een vrouw voor zittend op een stoel in een interieur. Ze heeft het zichzelf makkelijk gemaakt. Ze zit vlak naast de haard, naast haar staat een theeemmer (een koperen ketel op een comfoor) en ze heeft haar voeten te rusten gelegd op een stoof. Ondertussen is ze bezig met een of ander handwerk.

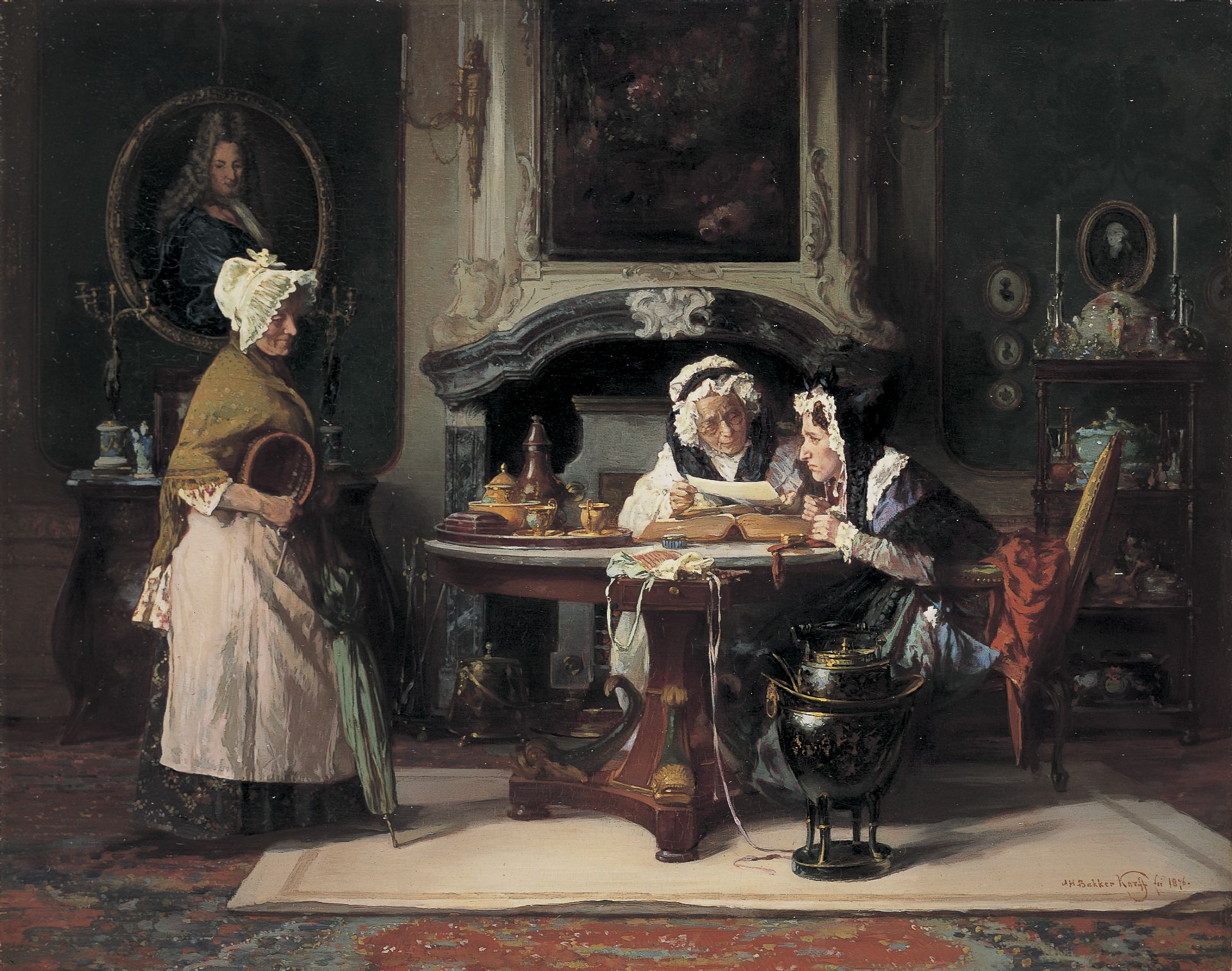
A.H. Bakker Korff. De aanbevelingsbrief. 1876. Verblijfplaats onbekend.

Bakker Korff was gespecialiseerd in dit soort genretaferelen met een ironische ondertoon. Voor de vrouw zou één van zijn zussen model hebben gestaan. De monumentale rococo schoorsteenmantel komt ook voor op het schilderij De aanbevelingsbrief, dat voor het laatst gesignaleerd werd bij Kunsthandel Simonis & Buunk in Ede. De schoorsteenmantel bevindt zich volgens het Centraal Museum in de Bakker Korff-kamer van Museum De Lakenhal in Leiden.

## Toeschrijving en datering
Het schilderij is linksonder gesigneerd en gedateerd ‘A H Bakker Korff. 70.’.

## Herkomst
Het werk werd in december 1935 door Kunsthandel Huinck & Scherjon in Amsterdam verkocht aan de zus en broer Josephina en Lambertus van Baaren in Utrecht. De rekening van deze aankoop, gedateerd 17 december 1935, bevindt zich in het Centraal Museum (Archief Van Baaren). De Van Baarens brachten in hun woonhuis, De drie regenbogen aan de Oudegracht, een grote kunstverzameling bijeen. In 1966 werd het huis De drie regenbogen voor het publiek geopend als Museum Van Baaren. In 1980 sloot dit museum en werd het werk in langdurig bruikleen gegeven aan het Centraal Museum.